# São Miguel de Oriz
São Miguel de Oriz is een plaats (freguesia) in de Portugese gemeente Vila Verde en telt 267 inwoners (2001).